# Turbina Francis

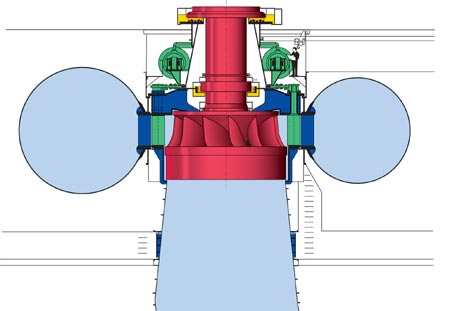
Corte axial de uma turbina Francis de eixo vertical, mostrando os dutos de entrada e saída (em azul) e o rotor (em vermelho).

A turbina Francis é um tipo de turbina hidráulica com fluxo radial de fora para dentro, concebida por Jean-Victor Poncelet por volta de 1820 e aperfeiçoada pelo engenheiro norte-americano James Francis em 1849.
Neste tipo de turbina, a água sob pressão entra por um duto circular de secção decrescente, onde é desviada por um conjunto de pás estáticas para um rotor central.  A água atravessa a parede lateral do rotor, empurrando outro conjunto de pás fixas no mesmo, e sai pela base do rotor com pressão e velocidade muito reduzidas.  A potência mecânica extraída da água é transmitida pelo rotor a um eixo fixado na base oposta. As pás estáticas podem ser ajustáveis.
Turbinas Francis são as mais comuns em usinas hidrelétricas por sua flexibilidade e eficiência.  O rotor geralmente tem entre 1 e 10 m de diâmetro. São usadas com quedas de água de 10 até 650 m, a velocidades de 80 a 1000 rpm; sua potências varia de menos de 10 a 750 MWs.  Uma turbina Francis bem projetada pode extrair até 90% da energia potencial da água. Em geral, turbinas de tamanho médio ou grande são instaladas com o eixo vertical.
A Usina hidrelétrica de Itaipu assim como a Usina Hidrelétrica de Belo Monte, Usina hidrelétrica de Tucuruí, Usina Hidrelétrica de Furnas, Usina Hidrelétrica de Foz do Areia, AHE de Salto Pilão, Usina Xavantes e outras no Brasil funcionam com turbinas tipo Francis, com cerca de 100 m de queda de água.

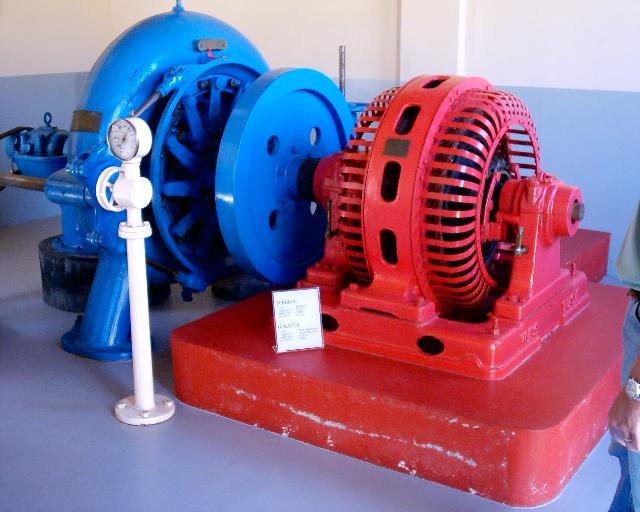
Turbina Francis (azul) e gerador (vermelho) usados na Usina Hidrelétrica de Foz do Areia.

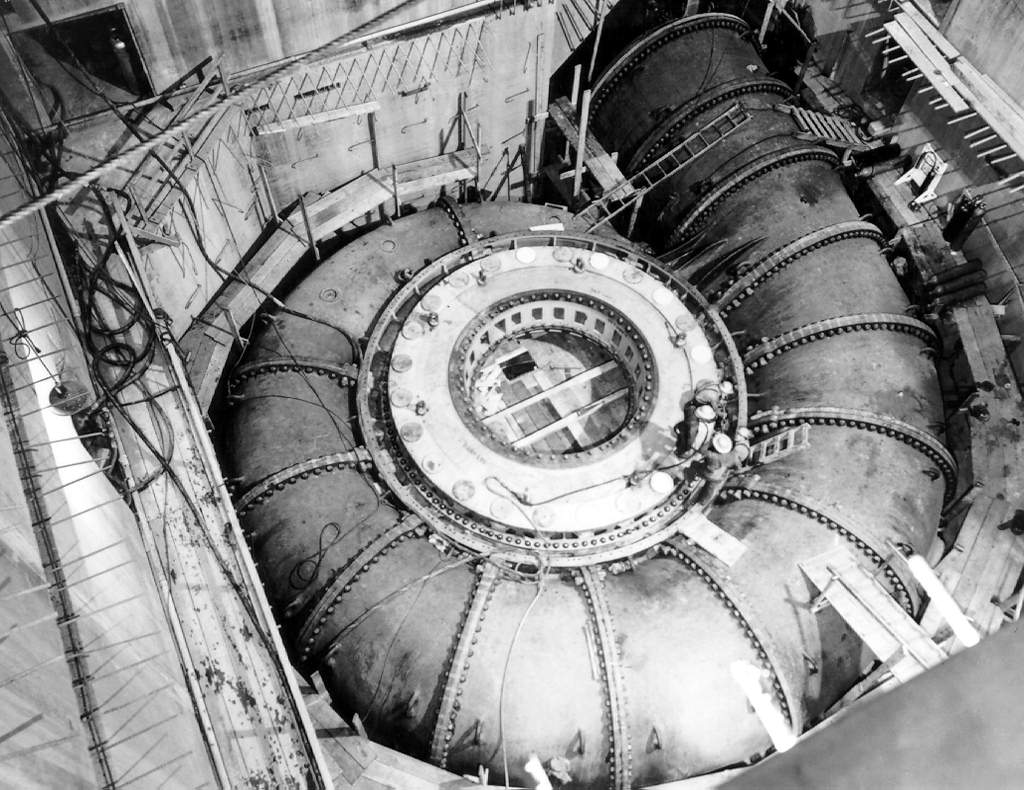
Duto de entrada de uma turbina Francis da usina hidrelétrica de Grand Coulee.
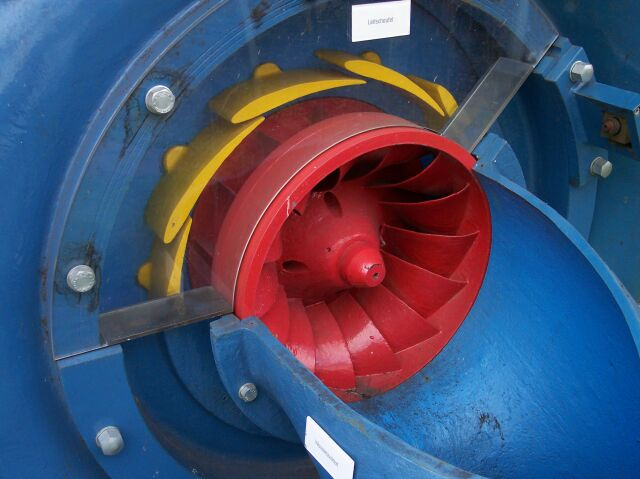
Turbina Francis com dutos (em azul) parcialmente removidos, mostrando o rotor (vermelho) e as pás estáticas (amarelo) ajustadas para fluxo mínimo.
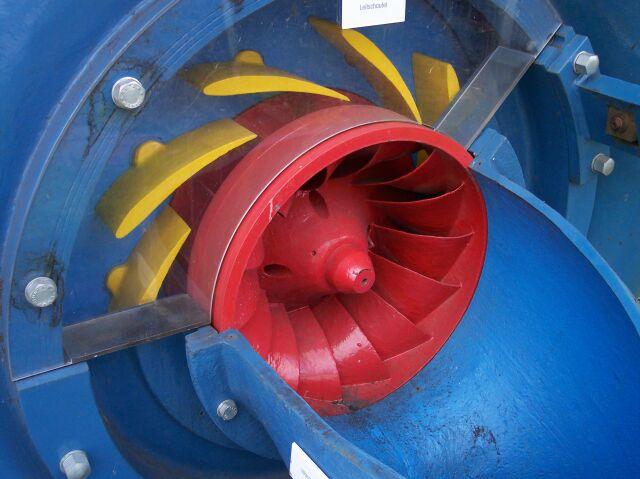
Turbina Francis com pás estáticas ajustadas para fluxo máximo.